# Bishop's Gap/Ghirawoo Road
Bishop's Gap/Ghirawoo Road es una localidad de Santa Lucía, que forma parte del distrito de Castries.